# Sreten Zeković
Sreten Zeković (Cetinje, 15. veljače 1943.) je crnogorski filozof, povjesničar, pisac i publicist.
Bavi se crnogorskom povjesnicom, crnogorskim nacionalnim pitanjem i crnogorskim jezikom. Studirao je na Pravoslavnom bogoslovskom fakultetu u Beogradu, na kojemu je, po preporuci metropolita Danila dobivao i stipendiju, ali nikad nije diplomirao.
Bio je predsjednikom Crnogorskog konfederalističkog zelenaškog pokreta i supotpisnikom pisma dubrovačkoj gradonačelnici Dubravci Šuici.
Piše za crnogorski znanstveni časopis Lingua Montenegrina.

## Djela
- Filozofija nacije: (dijalektičko-naturalistički humanizam ili dijalektičko-humanistički naturalizam), 1985.
- Tradicionalizam i kriticizam u nauci o Crnogorcima: kritika osnovnih nekorektnih interpretacija nauke o samobitnosti Crnogoraca, 1988.
- Etnogenezofobija (suautor sa Savom Brkovićem), 1988.
- Razlaz politike i pedagogije - Pedagoška legalizacija nacionalizma, Naši dani, br. 26/1988.
- Hrestomatija: crnogorski narod i srpska politika genocida nad njim (autor i urednik), 1991.
- Muzika Anankinog vretena, 1991.
- Crnogorska jeres - humanitas heroica liberalis montenegrinae, 1994.
- Razur crnogorskoga jezika i njegova revitalizacija
- Crnogorska pravoslavna Crkva
- Naučno krijumčarenje i dograđivanje krivotvorst(a)va, podlistak u Publici od 20. do 24. lipnja 2002.
- Podśetnik o Crnoj Gori i crnogorstvu
- Nacrt prolegomene za hašku i domaću optužnicu protiv duhovnijeh tvoraca i huškača rata za veliku (nebesku) Srbiju
- Rovačka Republika, podlistak u Publici od 9. do 27. lipnja 2003.
- Vrijedonosni sud u pravosudju, 2015.

Knjige Tradicionalizam i kriticizam u nauci o Crnogorcima, Etnogenozofobija i etnogenezofobizam i dr. su dijelom tetralogije "Nauk(a) o samobitnosti Crnogoraca" – Crnogorska hrestomatija.
Suautor je zbornika zbornik radova s međunarodnog znanstvenog skupa Da se više nikad ne ponovi posvećenog stradanju Cetinja, Vukovara i Srebrenice u njihovom povijesnom trajanju. Skup je bio održan na Cetinju 30. lipnja 2007. godine.
Suautor je zbornika iz 2007. – Hrvatsko-crnogorski dodiri/Crnogorsko-hrvatski dodiri: identitet povijesne i kulturne baštine Crnogorskog primorja, objavljenog na hrvatskom i crnogorskom, urednice Lovorke Čoralić.